# Alashankou
Alashankou (阿拉山口市S) è una città-contea della Cina, situata nella regione autonoma di Xinjiang e amministrata dalla prefettura autonoma mongola di Börtala.